# Incidentul OZN de la Basel (1566)

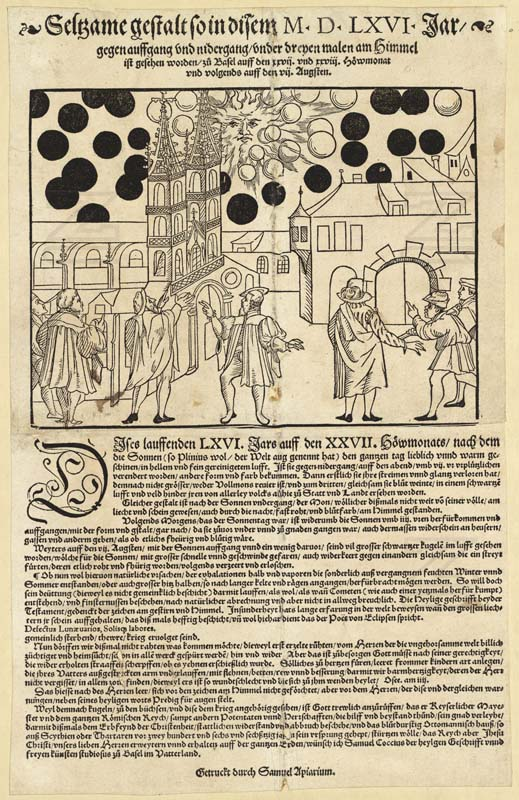
Incidentul OZN de la Basel. Samuel Koch, 1566, Wickiana, Biblioteca Centrale di Zurigo.

Fenomenul ceresc de la Basel se referă la un incident care a avut loc la Basel la 7 august 1566, când populația orașului a văzut numeroase obiecte de zbor în cer care au început să se lupte între ele.

## Povestea
În dimineața zilei de 7 august 1566 populația din Basel a văzut apărând pe cer numeroase obiecte întunecate în formă de disc.  Obiectele, potrivit cronicilor timpului, zburau cu viteze mari, dând un fel de luptă pe cer. Întâmplarea a fost descrisă de Samuel Koch într-o foiță informativă a orașului: 
„În dimineața zilei de 7 august 1566 mulți oameni s-au speriat după ce au văzut discuri mari de culoare întunecată care au apărut în cer ... cu ceață, fum și căldură intensă, cu zgomote ca de focuri de armă și de tun.  Aceste obiecte, atât de numeroase încât au întunecat soarele, se deplasau cu viteză mare și păreau că execută un dans sau că se luptă...”
Textul, însoțit de o imagine, este păstrat în prezent la Wickiana din Biblioteca Centrală din Zurich. În absența unor alte surse și dovezi obiective, este imposibil să se determine cu certitudine ce s-a întâmplat în acea zi deasupra orașului Basel. Unii ufologi susțin că incidentul a constat în apariția unor OZN-uri, având loc un fel de luptă între nave [spațiale] sau nave dând ajutor altor nave. Cu toate acestea, astronomii speculează că au avut loc fenomene solare de tip natural. Carl Gustav Jung și-a exprimat interesul pentru acest eveniment ca și pentru cel de la Nuremberg, în eseul său  Ein moderner Mythus: Von Dingen, die am Himmel gesehen werden („Un mit modern.  Lucruri care se văd pe cer”) din 1958, concentrându-se asupra interpretărilor pe care martorii le-au dat acestui eveniment.